# Dukla Prag (Handball)

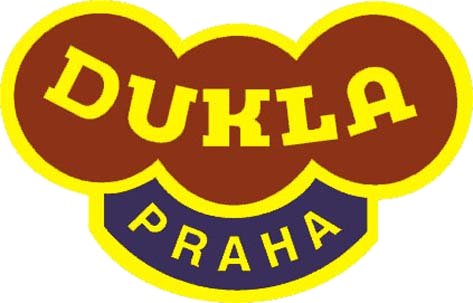
Logo

Die 1948 gegründete Handballabteilung von Dukla Prag (offiziell Dukla Praha) war die erfolgreichste der ehemaligen Tschechoslowakei und ist heute eine der führenden Mannschaften in Tschechien. Dukla Prag war ein Armeesportklub. Spieler des Vereins stellten über lange Jahre den Kern der tschechoslowakischen Nationalmannschaft. Die erfolgreichste Zeit hatte der Klub in den 1960ern, als man insgesamt viermal im Endspiel um den Europapokal der Landesmeister stand und zwei Mal siegte: Bei der Erstaustragung des Wettbewerbes offiziell noch als „Stadtauswahl“ Prags. 1963 folgte der zweite Triumph nach einem Finalsieg in der Verlängerung über Dinamo Bukarest. 1967 und 1968 erreichte Dukla jeweils erneut das Finale des Wettbewerbs, unterlag dort jedoch einmal dem VfL Gummersbach und einmal Steaua Bukarest. Die Weltmeistermannschaft von 1967 spielten etliche Dukla-Spieler: Betreut wurden sie zudem von ihrem Trainer Bedřich König. 1982 erreichte die Mannschaft das Finale im Europapokal der Pokalsieger, unterlag dort jedoch knapp Empor Rostock. 1984 gewann Dukla schließlich zum dritten Mal den Europapokal der Landesmeister durch einen Finalsieg im Siebenmeterwerfen gegen Metaloplastika Šabac aus Jugoslawien, nachdem die Mannschaft im Jahr zuvor aufgrund der Auswärtstorregelung im Viertelfinale dieses Wettbewerbs am späteren Sieger Gummersbach gescheitert war. 1985 kam Dukla noch einmal ins Halbfinale des Meister-Wettbewerbs, scheiterte dort jedoch an BM Atlético Madrid. 1986 bis 1989 scheiterte Dukla vier Mal in Folge in der Runde der letzten Acht und kam auch anschließend nie mehr über das Viertelfinale eines Europapokalwettbewerbs hinaus.
Mit insgesamt 32 nationalen Meistertiteln ist Dukla vor Kyndil Tóshaven (Färöer/30), Steaua Bukarest (Rumänien/25) und RK Zagreb (Jugoslawien/Kroatien,25) der Verein mit den meisten gewonnenen Meisterschaften in Europa.

## Erfolge
- 3 × Europapokalsieger der Landesmeister (1957, 1963, 1984)
- 28 × tschechoslowakischer Meister (1950, 1953 bis 1956, 1958, 1959, 1961 bis 1967, 1970, 1977, 1979, 1980, 1982 bis 1988, 1990 bis 1992)[2]
- 4 × tschechischer Meister (1994, 1995, 2011, 2017)
- 3 × tschechoslowakischer Pokalsieger[3]
- 6 × tschechischer Pokalsieger (1994, 1995, 1996, 1999, 2010, 2014)
- 5 × tschechoslowakischer Feldhandballmeister (1950, 1953, 1954, 1955, 1956)[4]

## Bedeutende Trainer
- Bedřich König
- Jiří Vícha

## Bedeutende Spieler
- Michal Barda
- Tomáš Bártek
- Václav Duda
- Rudolf Havlík
- Jiří Homolka
- Filip Jícha
- Karel Jindřichovský
- Bedřich König
- Jiří Kotrč
- Daniel Kubeš
- Vojtech Mareš
- Ladislav Salivar
- Josef Trojan
- Jan Větrovec
- Jiří Vícha